# Mogens Herman Hansen
Mogens Herman Hansen (Frederiksberg, Dinamarca, 20 de agosto de 1940-22 de junio de 2024) fue un filólogo clásico danés, especialista en la democracia ateniense y en las polis.

## Biografía
Obtuvo el doctorado en la Universidad de Copenhague en 1967. Los siguientes años trabajó en dicha universidad. Ha escrito libros sobre la democracia ateniense. De 1993 a 2005 fue director del Copenhagen Polis Centre.
Ha sido profesor invitado (Visiting Fellow) en la Universidad de Melbourne, Universidad de Columbia Británica, Wolfson College (Universidad de Cambridge), Universidad de Princeton, y el Churchill College (Cambridge).
Fue miembro de la Real Academia Danesa de Ciencias y Letras, del Instituto Alemán de Arqueología y de la Academia Británica.
En junio de 2010, Mogens Herman Hansen se retiró después de 40 años de trabajo en la Universidad de Copenhague.

## Principales obras
- The Sovereignty of the People's Court in Athens in the 4th c. B.C. (1974)
- The Athenian Assembly (1987)
- The Athenian Democracy in the Age of Demosthenes (1991)
- Acts of the Copenhagen Polis Centre I-VII (1993-2005)
- Papers of the Copenhagen Polis Centre I-VII (1994-2004)
- A Comparative Study of 30 City-State Cultures (2000)
- An Inventory of Archaic and Classical Poleis (2004)